# Charadrophila capensis
Charadrophila es un género monotípico de plantas  perteneciente a la familia Stilbaceae. Su única especie: Charadrophila capensis, es originaria de Sudáfrica.

## Descripción
Tiene una raíz ramificada y fibrosa, el tallo corto, no muy ramificado, de aproximadamente 1 metro  de alto. Las hojas con pecíolos largos, opuestas, ovaladas, redondeadas, obtusamente reducidas o en forma de cuña, la base, en términos generales, crenada, muy poco pubescentes y aterciopeladas. Las inflorescencias en pedúnculos axilares, con una flor o acompañada de 3 - 5-flores con la corola de color azul, en forma de tubo.

## Taxonomía
Charadrophila capensis fue descrita por Hermann Wilhelm Rudolf Marloth y publicado en Botanische Jahrbücher für Systematik, Pflanzengeschichte und Pflanzengeographie 26: 358, en el año 1899.